# 테레도 터널링
테레도 터널링(Teredo tunneling)는 컴퓨터 네트워킹에서 IPv4 인터넷에 있지만 IPv6 네트워크에 대한 기본 연결이 없는 IPv6 지원 호스트에 대해 완전한 IPv6 연결을 제공하는 전환 기술이다. 6to4와 같은 유사한 프로토콜과 달리 홈 라우터와 같은 NAT(네트워크 주소 변환) 장치 뒤에서도 해당 기능을 수행할 수 있다.
테레도는 IPv4 UDP(사용자 데이터그램 프로토콜) 패킷 내에 IPv6 데이터그램 패킷을 캡슐화하여 IPv6(인터넷 프로토콜 버전 6) 연결을 제공하는 플랫폼 독립적인 터널링 프로토콜을 사용하여 작동한다. 테레도는 IPv4 인터넷과 NAT 장치를 통해 이러한 데이터그램을 라우팅한다. IPv6 네트워크의 다른 위치에 있는 테레도 노드(테레도 릴레이라고 함)는 패킷을 수신하여 캡슐화를 해제하고 전달한다.
테레도는 임시 조치이다. 장기적으로 모든 IPv6 호스트는 기본 IPv6 연결을 사용해야 한다. 기본 IPv6 연결을 사용할 수 있게 되면 테레도를 비활성화해야 한다. 크리스천 휘테마(Christian Huitema)는 마이크로소프트에서 테레도를 개발했으며 IETF는 이를 RFC 4380으로 표준화했다. 테레도 서버는 UDP 포트 3544에서 수신 대기한다.